# Five for Fighting
Five for Fighting ist der Künstlername des Singer-Songwriters John Ondrasik (* 7. Januar 1965 in San Fernando Valley, Kalifornien). Er schaffte mit America Town im Jahr 2000 den Durchbruch. Der Name ist ein Begriff im Eishockey und bedeutet fünf Minuten Platzverweis für ein hartes Foul. Ondrasik nahm diesen Namen, weil er dachte, der Name sei leichter zu merken als sein eigener. Die Musik ist dem Piano Rock zuzuordnen.

## Leben und Wirken
Five for Fightings erstes Album Message for Albert war ein kommerzieller Misserfolg, jedoch wurde es von Capitol Records nach dem großen Erfolg von America Town wiederveröffentlicht. Das zweite Album America Town wurde dank des Songs Superman (It’s not easy) erfolgreich. Dieses Lied war mehr als 30 Wochen in den Billboard Top 100. Das dritte Album The Battle for Everything war in Amerika ebenfalls ein großer Erfolg. Am 1. August 2006 erschien sein viertes Album Two Lights mit der Singleauskopplung The Riddle.
Während Five for Fighting in Amerika besonders bei Adult Contemporary Radiosendern beliebt ist, ist er in Europa eher unbekannt, jedoch sind einige Songs in amerikanischen Serien wie Dawson’s Creek, Scrubs – Die Anfänger, Smallville, O.C., California, JAG, Die himmlische Joan oder Criminal Minds zu hören.

## Diskografie

### Alben
- Message for Albert (1997)
- America Town (2000)
- The Battle for Everything (2004)
- Two Lights (2006)
- Slice (2009)
- Bookmarks (2013)

## Auszeichnungen für Musikverkäufe
| Goldene Schallplatte - Kanada - 2002: für das Album America Town | Platin-Schallplatte - Australien - 2002: für die Single Superman (It’s Not Easy) - Neuseeland - 2022: für die Single Superman (It’s Not Easy) |

Anmerkung: Auszeichnungen in Ländern aus den Charttabellen bzw. Chartboxen sind in ebendiesen zu finden.
| Land/RegionAuszeichnungen für Musikverkäufe (Land/Region, Auszeichnungen, Verkäufe, Quellen) | Gold     | Platin     | Verkäufe  | Quellen          |
| -------------------------------------------------------------------------------------------- | -------- | ---------- | --------- | ---------------- |
| Australien (ARIA)                                                                            | —        | Platin1    | 70.000    | aria.com.au      |
| Kanada (MC)                                                                                  | Gold1    | —          | 50.000    | musiccanada.com  |
| Neuseeland (RMNZ)                                                                            | —        | Platin1    | 30.000    | radioscope.co.nz |
| Vereinigte Staaten (RIAA)                                                                    | Gold1    | 3× Platin3 | 3.500.000 | riaa.com         |
| Insgesamt                                                                                    | 2× Gold2 | 5× Platin5 |           |                  |